# Janne Jürgensen

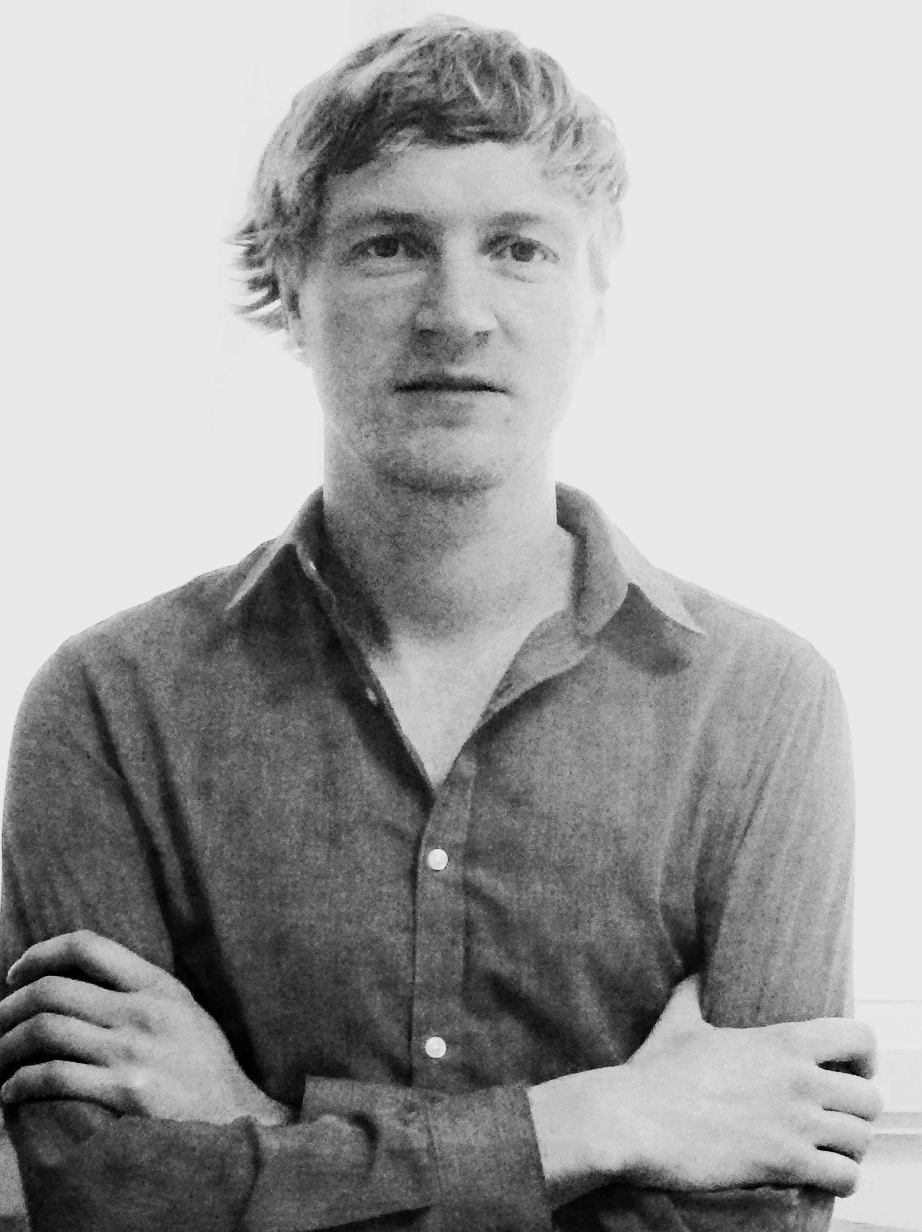
Janne Jürgensen

Janne Jürgensen (* 24. Oktober 1981 in Schleswig) ist ein deutscher Filmemacher.

## Biografie
Als Jugendlicher assistierte Janne Jürgensen bei Produktionen von Hans König (Theatre du pain) in Bühnenbild und Requisite und wirkte bei Operninszenierungen von Johann Kresnik am Bremer Theater mit. Er studierte Theaterpädagogik nach Augusto Boal („Theater der Unterdrückten“) an der FH Osnabrück. 2002 folgte ein zweijähriger Aufenthalt in Barcelona und Valencia zur intensiven Beschäftigung mit Malerei. Bis 2009 studierte Janne Jürgensen an der Hochschule für bildende Künste Hamburg Film bei Rüdiger Neumann, Gerd Roscher und Wim Wenders.
Janne Jürgensen lebt als freischaffender Regisseur, Autor, Editor und Dozent in Hamburg.

## Filmografie

### Als Regisseur
- 2024 Wir gehen nicht (Kurzfilm)
- 2017 Leere Stadt (Spielfilm)
- 2015 MOVE - oder vom Hören und sagen (Doku)
- 2015 In einem Wirtshaus beim Steinhuder Meer (Musikvideo für Johannes Kirchberg)
- 2014 Wo immer ich aufschlage (Kurzfilm)
- 2013 40 Jahre Häuserkämpfe in Hamburg (Doku)
- 2012 Die Königin der Blaubeeren (Kurzfilm)
- 2011 Home, Boy (Kurzfilm)
- 2010 Vom Flug der Libellen (Teaser)
- 2008 Poetic Jazz - Mazur (Musikvideo)
- 2008 An einem anderen Ort (Kurzfilm)
- 2007 Ein Sommer in Spanien 1938 (Doku-Drama)
- 2006 Das Gewölbe Monas (Spielfilm)
- 2004 Konrat - Die Avantgarde weiss alles (Kurzfilm)
- 2004 Der Jäger während der Entselbstung durch seine Beute (Kurzfilm)

### Als Darsteller
- 2017 Die durch den Wald gehen (Spielfilm, Regie Arne Körner)
- 2011 Never Ending Movie II (Episodenfilm, Regie Wim Wenders, Studenten der HfBK-Hamburg)
- 2011 Lilith (Kurzfilm, Regie Henrietta Langholz)
- 2010 Home, Boy (Kurzfilm)
- 2010 Never Ending Movie I (Episodenfilm, Regie Wim Wenders, Studenten der HfBK-Hamburg)
- 2008 Blickrichtung Imelda (Kurzfilm, Regie Henrietta Langholz)
- 2006 Das Gewölbe Monas (Spielfilm)
- 2019: Gasmann

### Preise und Auszeichnungen
- 2011 44th Annual WorldFest Houston Filmfestival: Jury Award for best Directed Short Subject[1]